# غار کرینگول
غار کرینگول (کره‌ای: 기린굴)غاری در کره شمالی است که گفته می‌شود خانه کرین (به چینی چی‌لین)، یک جانور افسانه‌ای کایمرا بوده است که گفته می‌شود امپراتور جومونگ از گوگوریو در قرن اول پیش از میلاد بر آن سوار می‌شد.
در نوامبر ۲۰۱۲، خبرگزاری مرکزی دولتی کره گزارش داد که این مکان در مورانبونگ در نزدیکی پیونگ یانگ ، پایتخت کره شمالی، یافت شده است. دولت کره شمالی می گوید که این کشف ثابت می‌کند که پیونگ یانگ پایتخت تاریخی کره باستان است. تحلیلگران خارج از کره شمالی این بیانیه را در جایگاه تلاش‌های کهن کره شمالی برای پیوند دادن رژیم این کشور با پادشاهان باستانی کره و بنابراین دانستن آن با نام جانشین مشروع میراث امپراتوری گوگوریو قرار داده‌اند.

## کشف
در ۲۹ نوامبر ۲۰۱۲، خبرگزاری مرکزی کره شمالی که متعلق به دولت است، گزارش داد که باستان‌شناسان «اخیراً وجود لانه rode [کذا]تک‌شاخ را دوباره تأیید کرده‌اند.»  توسط امپراتور جومونگ ، بنیانگذار امپراتوری گوگوریو.   گفته می‌شود که این کشف توسط موسسه تاریخ DPRK Academy of Social Sciences انجام گشته است. در مورانبونگ ، پیونگ یانگ، تنها ۲۰۰ متر (۶۶۰ فوت) از مکان معبد بودایی یونگ میونگسا .   طبق این شواهد، عبارت «لانه اسب تک شاخ» روی سنگی در این محل حک شده است.  اعتقاد بر این است که این کتیبه به دوره پادشاهی گوریو (۹۱۸-۱۳۹۲) برمی‌گردد.  این گزارش همچنین گویای این است که این «تایید می‌کند که پیونگ یانگ پایتخت کره باستان بوده است». 

## واکنش و تحلیل

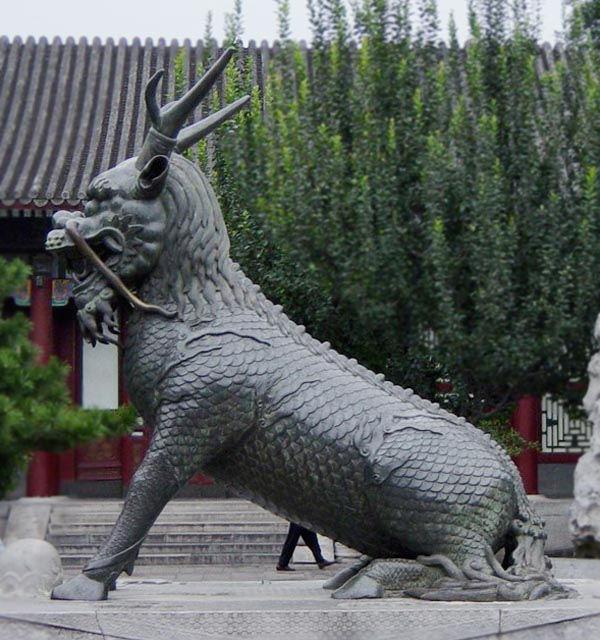
یک کرین در پکن - موجودی اسطوره‌ای که اغلب به عنوان "تک شاخ چینی" از آن یاد می‌شود.

این گزارش به دلیل ماهیت ظاهراً عجیب ادعای یافتن «لانه اسب تک‌شاخ» پوشش بین‌المللی گسترده‌ای را به خود جلب کرد، اما گزارش‌های بعدی حاکی از آن بود که واژگان کره‌ای اشتباه ترجمه شده‌اند. گزارش اصلی به زبان کره‌ای نه به اسب تک‌شاخ، بلکه به یک kirin (یا qilin به زبان چینی)، یک جانور اسطوره‌ای شبیه به کایمرا با «بدن گوزن، دم گاو، سم و یال» و همچنین یک شاخ روی سرش اشاره داشت. نقل می‌شود این جانور وسیله نقلیه دوست داشتنی امپراتور جومونگ بوده است. مکان مذکور  کرینگول یا «غار کرین» نام دارد. با وجود این نام، قرار نبود که این وهله اول در معنای حقیقی واژه محل زندگی kirin باشد، بلکه عنوانی افسانه‌ای شبیه به گذرگاه غول‌ها در ایرلند شمالی بود. 
گزارشی در io9 اشاره کرد که کرینگول در واقع در نخست هرگز گم نشده بود. یک تونل غیر طبیعی در پیونگ یانگ پایتخت کره شمالی توسط محقق جئون کوان سو در سال 2009 در مقاله ای با عنوان " Kiringul sinhwa yŏngu " ("مطالعه اسطوره کرینگول")، که در مجله کره ای Tongpang Hakji منتشر شد، بیان گشت. گزارش کره شمالی در سال ۲۰۱۲ در مورد اینکه آیا کشف مربوط به خود غار، کتیبه‌ای کهن تر که مکان آن را مشخص می‌کند، یا صرفاً محل توصیف‌شده‌ی قبلی کرینگول است، مبهم بود.این یعنی حتی  مشخص نیست که آیا پایتخت باستانی امپراتوری گوگوریو در وهله اول در پیونگ یانگ واقع شده است یا خیر. 
مفسران خاطرنشان کردند که در بیانیه کره شمالی عنصر قابل توجهی از تبلیغات وجود دارد. همانطور که سیک‌سیانگ وانگ، محقق کره‌ای، اشاره می‌کند: «قرار بود کرین برای حاکمان خردمند به نظر برسد. مقامات کره شمالی ممکن است امیدوار بوده‌اند که ارتباط پیونگ یانگ را با امپراتوری باستانی گوگوریو تضمین کنند، با وجود اینکه که بین رهبر خود، کیم جونگ اون ، و حاکمان بزرگ و نیرومند پیشین پیوند برقرار می‌کنند.»  یک استاد مطالعات کره‌ای در دانشگاه تافتس ، این یافته را «نمادین» خواند و خاطر نشان کرد که مردم کره شمالی آن را عمدتاً به نام یک «تقویت‌کننده» روحیه می‌پذیرند. پیوند کیم جونگ اون، رهبر جدید کره شمالی با این امپراتوری باستانی، به او «مشروعیتی را که فاقد آن است» می‌دهد. 
سیاست خارجی همچنین به تلاش‌های رژیم کره شمالی برای مرتبط کردن رهبرانش با پادشاهان باستانی کره، مانند بازسازی مقبره امپراتور جومونگ و پخش روایات تبلیغاتی که کیم جونگ اون را به سنت‌های امپراتوری گوگوریو پیوند میدهد، اشاره کرد. دولت کره شمالی همچنین از ادعاهای تبلیغاتی خود در مورد میراث امپراتوری گوگوریو برای امتیازگیری علیه چین و ژاپن ، رقبای سنتی خود، در اختلافات زمینی و سیاسی با این کشورها بهره برداری کرده است. 

## همچنین ببینید
- اساطیر کره‌ای
- پوشش رسانه‌ای کره شمالی